# سوشي أوجي

## معلومات الدراما
اسم الدراما : スシ王子!
اسم الدراما بالروماجي : Sushi Oji!
سنة العرض : 27 يوليو 2007
عدد الحلقات : 7 حلقات
القناة : أساهي تي في

## نبذة
مايزو تسوكاسا فتى تربى على يد والده وجده المشهورين في عالم السوشي, تم إطلاق عليه
لقب أمير السوشي وهو في العاشرة من عمره وذلك بسبب مهارته في السوشي. مع ذلك,
واجه حادثة مؤلمة تسببت في إصابته بـ رهاب عين السمك, وهو ماجعله عاجزاً عن رؤية
السمك وبذلك عاجزاً عن العمل في مجال السوشي. كيف سيمكنه مواصلة هذا العمل مع هذا
النوع من الرهاب يبدأ في مساعدته بروسو ريري و اوكودايرا كوراغا في التغلب على خوفه شيئاً
فشيئاً وذلك من أجل أن يعود أمير السوشي من جديد كاواهارا تارو, عامل بريء يشتغل عند
اوكودايرا كوراغا في محل السوشي وبذلك يقابل مايزو ويبني معه صداقه ليساعدوا بعضهم البعض

## الممثلون
- دوموتو كويتشي في دور مايزو تسوكاسا
- ناكامارو يويتشي في دور كواهارا تارو
- كاتو ناتسوكي في دور ميناموتو اومي
- تايرا تومي في دور بوروسو
- ياماشيتا شينجي في دور اوكودايرا كوراغا

## أغاني الدراما
- ناميدا ,هيتوهيرا لـ كينكي كيدز

## بعد العرض
نسبة المشاهدة
- الحلقة الأولى : 08.8%
- الحلقة الثانية : 07.3%
- الحلقة الثالثة : 06.9%
- الحلقة الرابعة : 05.9%
- الحلقة الخامسة : 07.1%
- الحلقة السادسة : 08.1%
- الحلقة السابعة : 08.3%
- الحلقة الثامنة : 07.9%
- متوسط نسبة المشاهدة : 07.5%

## وصلات خارجية
- سوشي أوجي على موقع IMDb (الإنجليزية)
- سوشي أوجي على موقع كينوبويسك (الروسية)
- سوشي أوجي على موقع قاعدة بيانات الفيلم (الإنجليزية)

1. ↑  مذكور في: قاعدة بيانات الأفلام على الإنترنت. مُعرِّف قاعدة بيانات الأفلام على الإنترنت (IMDb): tt1064646. الوصول: 14 مارس 2022. لغة العمل أو لغة الاسم: الإنجليزية.